# Сон Сохи
Сон Сохи (кор. 송소희, общепринятая латинская транскрипция — Song So-hee; 20 октября 1997, Есан) — корейская певица кугака (корейской традиционной музыки), известная как «Девочка Кугака (корейской традиционной музыки)».

## Биография
Сон Сохи родилась в 1997 году в уезде Йесан провинции Чхунчхон-намдо, начала заниматься кугаком, когда ей было 5 лет. Она победила в национальном конкурсе по сиджо в 2004 году, а 2008 году — во всекорейском конкурсе исполнителей эстрадной песни. Она специализируется на минё, традиционной корейской народной музыке. Её родители не из музыкальной среды; в то время как она была ребенком, они оба работали в столовых, чтобы зарабатывать на жизнь, а её отец взял вторую работу по доставке газет рано утром, чтобы финансировать её уроки пения, которые она начала с 5 лет. Когда она просила родителей помочь ей в получении уроков пения, её родители послушали её пение и признали её вокальный талант. Минё является особенным, потому что текст песен передавался из поколения в поколение рабочего класса Кореи, и это считается голосом народа. В 2010 году правительство Республики Корея выбрало её как «Лучший кореец года», в рамках ежегодной премии для тех, кто украшал и способствовал обогащению нации. Она пела традиционную народную песню «Ариран» на церемонии закрытия зимних Олимпийских и Паралимпийских игр 2014 года в Сочи.